# Budova předsednictva Bosny a Hercegoviny
Budova předsednictva Bosny a Hercegoviny (bosensky/srbsky/chorvatsky Zgrada predsjedništva Bosne i Hercegovine/Зграда предсједништва Босне и Херцеговине) se nachází v centru bosenské metropole Sarajevo na adrese Maršala Tita 16.
Samostatně stojící objekt čtvercového půdorysu o rozměrech 70 x 62,5 m tvoří suterén, přízemí a následná tři další patra. Průčelí budovy je orientováno k ulici Maršala Tita a je zdůrazněno vystupujícím rizalitem.

## Historie
Budova vznikla v 80. letech 19. století podle návrhu architekta Josipa Vancaše po souhlasu tehdejšího rakousko-uherského ministra Benjamina Kállaye. Stavební práce byly zahájeny dne 14. března 1884 a dokončeny v roce 1886. Palác vznikl po vzoru florentských renesančních paláců, kterými se Vancaš inspiroval. Z nich bylo převzato členění fasád, jejich rozdělení a tvar oken. Představuje ukázku novorenesanční architektury v Sarajevu.
Pro stavbu byla vybrána oblast na západním okraji centra tehdejšího Sarajeva, kudy se město rozrůstalo ze svého orientálního středu. Zároveň se nová vládní budova nacházela co nejdále od původního tureckého tržiště.
V roce 1911 bylo dostavěno třetí patro paláce. 
Za dobu své existence budova vždy sloužila jako sídlo státních, nebo republikových úřadů. Sídlilo zde zemské politické ústředí (německy Landesregierung). Až do roku 1941 a vypuknutí války zde sídlily úřady Drinské bánoviny. Po skončení konfliktu se zde nacházelo sídlo vlády republiky Bosny a Hercegoviny v rámci Jugoslávie a od roku 1974 potom sídlo Předsednictva SR Bosny a Hercegoviny. 
Byla několikrát rekonstruována, naposled po skončení poslední války v roce 1995. Od roku 2009 je budova kulturní památkou. 
V roce 2014 se stala cílem sociálních nepokojů. Škody na budově však nedosáhly větších rozměrů, rozvášněný dav nakonec napadl sídlo archivu BiH.